# Hostomice (districtul Teplice)
Hostomice (în germană Hostomitz) este un oraș târg (Městys) din districtul Teplice din regiunea Ústí nad Labem din Republica Cehă. Are o populație de aproximativ 1.200 de locuitori.

## Etimologie
Numele este derivat din numele personal Hostoma, cu sensul de „satul oamenilor lui Hostoma”.

## Geografie
Hostomice se află la aproximativ 5 kilometri (3 mi) sud de Teplice și la 17 kilometri (11 mi) sud-vest de Ústí nad Labem. Nu se află pe granița dintre Bazinul Boemiei de Nord (în cehă Mostecká pánev⁠(d)) și Boemia Centrală (în cehă České Středohoří⁠(d)). 
Cel mai înalt punct al său se află la 284 metri (932 ft) deasupra nivelului mării. Râul Bílina trece prin Hostomice. Pârâul Bouřlivec curge în râul Bílina în zona orașului Hostomice.
O caracteristică notabilă a panoramei orașului-târg este dealul Husův vrch aflat la 266 metri (873 ft) deasupra nivelului mării. Dealul este protejat ca monument al naturii cu o suprafață de 4,7 hectare.

## Istorie
Prima mențiune scrisă despre Hostomice datează din anul 1225, când satul a fost donat mănăstirii nou înființate de la Světec⁠(d).
Până la mijlocul secolului al XIX-lea, Hostomice a fost un sat agricol. În a doua jumătate a secolului al XIX-lea s-au înființat aici o sticlărie și zidărie, iar satul a fost industrializat. S-a extras cărbune în vecinătatea lui Hostomice și a fost construită o linie de cale ferată, ceea ce a dus la creșterea populației. În anul 1905, Hostomice a fost promovat ca un oraș târg (městys⁠(d)) de către împăratul Franz Joseph I.

## Transporturi

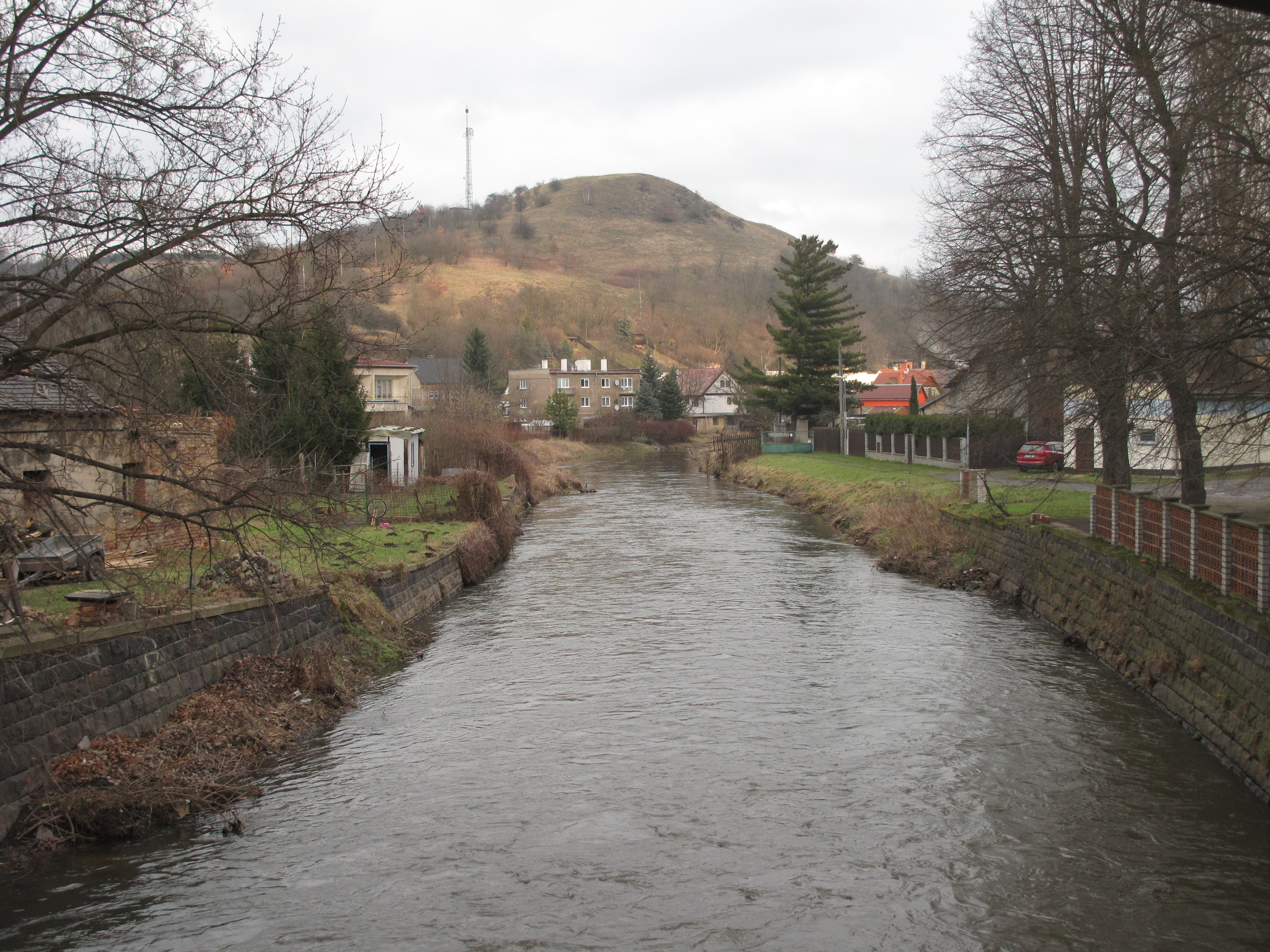
Râul Bílina și dealul Husův vrch

Drumul I/13 (tronsonul dinspre Most spreTeplice, parte a drumului european E442) trece prin orașul târg.
Hostomice este situat pe linia de cale ferată Ústí nad Labem – Bílina.

## Obiective turistice
În comună, nu există monumente culturale protejate.

## Persoane notabile
- Čestmír Císař⁠(d) (1920–2013), politician și diplomat